# 1934 în științifico-fantastic
- 1933 în științifico-fantastic — 1934 în științifico-fantastic — 1935 în științifico-fantastic

1934 în științifico-fantastic a implicat o serie de evenimente:

## Nașteri și decese

### Nașteri
- Piers Anthony
- John Brunner (d. 1995)
- Kirill Bulytschow, Pseudonimul lui Igor Moshejko (d. 2003)
- Gabriel Bermúdez Castillo
- Dieter Eisfeld (d. 2018)
- Harlan Ellison (d. 2018)
- Per Olov Enquist
- Michel Jeury (d. 2015)
- Irmtraud Kremp
- Alexander Kröger, Pseudonimul lui Helmut Routschek (d. 2016)
- Kurt Mahr (Pseudonimul lui Klaus Mahn) (d. 1993)
- Taku Mayumura
- Klaus Möckel
- Leonida Neamțu (d. 1992)
- Charles Nuetzel
- Andrew J. Offutt (d. 2013)
- Herbert Rosendorfer (d. 2012)
- Carl Sagan (d. 1996)
- Arne Sjöberg, Pseudonimul lui Jürgen Brinkmann (d. 1997)
- Dietrich Wachler (d. 2004)
- Clifford Wells

### Decese
- Hermann Eßwein (n. 1877)
- Paul Michaelis (n. 1863)
- Alexander Moszkowski (n. 1851)

## Filme
| Titlu                | Regizor         | Distribuție                                                                    | Țara                                                  | Sub-Gen /Note         |
| -------------------- | --------------- | ------------------------------------------------------------------------------ | ----------------------------------------------------- | --------------------- |
| Gold                 | Karl Hartl      | Hans Albers, Michael Bohnen                                                    | Germania Nazistă                                      |                       |
| Master of the World  | Harry Piel      | Walter Janssen, Sybille Schmitz, Aribert Waescher                              | Germania Nazistă                                      |                       |
| Once in a New Moon   | Anthony Kimmins | Derrick de Marney, Vernon Kelso, John Clements, Thorley Walters, Morton Selten | Regatul Unit al Marii Britanii și al Irlandei de Nord | [ 2 ] [ 3 ] [ 4 ]     |
| The Vanishing Shadow | Lew Landers     | Onslow Stevens, James Durkin, Walter Miller, Ada Ince                          | Statele Unite ale Americii                            | Serial cinematografic |
|                      |                 |                                                                                |                                                       |                       |